# Gare de Châteaubriant
Gare de Châteaubriant vasútállomás Franciaországban, Châteaubriant településen.

## Vasútvonalak
Az állomást az alábbi vasútvonalak érintik:
- Nantes-Orléans-Châteaubriant-vasútvonal
- Châteaubriant-Rennes-vasútvonal

## Kapcsolódó állomások
A vasútállomáshoz az alábbi állomások vannak a legközelebb:
- Gare de Martigné-Ferchaud (Gare de Rennes, Châteaubriant-Rennes-vasútvonal)
- Gare d’Issé (Gare de Nantes, Nantes-Orléans-Châteaubriant-vasútvonal)